# Johannes Wasel
Johannes Wasel, né le 14 mars 1991, est un coureur du combiné nordique allemand.

## Biographie
Johannes Wasel est licencié au SV Baiersbronn. À l'Universiade de 2013, il obtient la médaille d'argent en individuel (Gundersen).
Dans la Coupe du monde, il fait ses débuts en 2012 à Oberstdorf et marque ses premiers points en 2013 à Klingenthal (23e).

## Palmarès

### Coupe du monde
- Meilleur classement général : 61e en 2013.
- Meilleur résultat individuel : 23e.

#### Différents classements en Coupe du monde
| Année     | Classement général final |
| --------- | ------------------------ |
| 2012-2013 | 61e                      |
| 2013-2014 | 79e                      |

### Coupe continentale
- 4 podiums.

### Universiades
| Épreuve / Édition | Épreuve / Édition | Trente 2013 | Štrbské Pleso 2015 |
| ----------------- | ----------------- | ----------- | ------------------ |
| Combiné nordique  | Gundersen         |             | 10e                |
| Combiné nordique  | Mass start        | 2e          | 13e                |
| Combiné nordique  | Par équipes       |             | 1er                |